# Liste der Flaggen im Landkreis Breisgau-Hochschwarzwald
Diese Liste beinhaltet alle Flaggen im Landkreis Breisgau-Hochschwarzwald in Baden-Württemberg.
In Baden-Württemberg werden zweibahnige Flaggen verliehen, deren Farben den Wappenfarben entsprechen. Dabei wird oft als erste Farbe der Flagge (links vom Betrachter) die Farbe der Wappenfigur und als zweite Farbe die des Wappengrundes genommen. Flaggen, die vor Inkrafttreten der deutschen Gemeindeordnung 1935 geführt wurden, dürfen beibehalten werden, auch wenn diese nicht den heutigen Bestimmungen in Baden-Württemberg entsprechen.

## Landkreis Breisgau-Hochschwarzwald
| Landkreis                          | Flagge | Kommentare |
| Landkreis Breisgau-Hochschwarzwald |        | Wappen vom Innenministerium am 2. August 1974 verliehen: „Im gespaltenen Schild vorn in Rot ein silberner Balken, hinten in Gold ein roter Schrägrechtsbalken, im goldenen Herzschild ein schwarzer Adler.“ Flagge: Gelb-Rot. |

## Flaggen der Städte im Landkreis Breisgau-Hochschwarzwald
| Stadt                       | Flagge | Kommentare |
| Bad Krozingen               |        | Weltkugel mit Gottesauge seit dem 19. Jahrhundert, heutige Zeichnung des Wappens im Jahre 1921 festgelegt: „In Blau über einer goldenen (gelben) Weltkugel schwebend das goldene (gelbe) Gottesauge.“ Flagge: Gelb-Blau. |
| Breisach am Rhein           |        | Adler im ältesten Siegel um 1230, Sechsberg als Wappen seit Ende des 14. Jahrhunderts, Kombination von Adler und Sechsberg seit Ende des 18. Jahrhunderts, heutiges Wappen im Jahre 1955 festgelegt; Wappen und Flagge vom Innenministerium am 5. November 1956 verliehen: „In Gold (Gelb) ein rot bewehrter und rot bezungter schwarzer Adler mit rotem Brustschild, darin ein schwebender silberner (weißer) Sechsberg.“ Flagge: Weiß-Rot.                                                                                                  |
| Heitersheim                 |        | Obere Hälfte des Johanniterkreuzes in ältesten Siegeln, heutiges Wappen vom Landratsamt Breisgau-Hochschwarzwald am 5. Juli 1977 verliehen: „In Rot ein silbernes (weißes) Johanniterkreuz.“ Flagge: Weiß-Rot. |
| Löffingen                   |        | Wappen im ältesten Siegel von 1325, heutige Gestaltung und Tingierung vom Stadtrat im Jahre 1963 festgelegt; Flagge seit dem 18. Jahrhundert gebräuchlich; Wappen und Flagge vom Landratsamt Breisgau-Hochschwarzwald am 7. Januar 1982 neu verliehen: „In Blau zwei schräggekreuzte goldene (gelbe) Kochlöffel, deren Stiele in auswärts weisende Haken enden, oben zwischen den Laffen schwebend eine goldene (gelbe) Lilie.“ Flagge: Blau-Weiß.                                                                                            |
| Müllheim im Markgräflerland |        | Halbes Mühlrad und Halbmond als Dorfwappen auf 1691 gegossenen Glocke, heutiges Wappen mit spiegelverkehrter unterer Schildhälfte in Siegel vom 18. Jahrhundert: „In geteiltem Schild oben in Rot ein mit drei schwarzen Sparren belegter goldener (gelber) Pfahl, unten in Blau nebeneinander die rechte Hälfte eines vierspeichigen silbernen (weißen) Mühlrads und ein abnehmender silberner (weißer) Halbmond mit Gesicht.“ Flagge: Blau-Weiß.                                                                                            |
| Neuenburg am Rhein          |        | Schrägbalken im ältesten Siegel von 1261; Wappen und Flagge vom Innenministerium am 12. Oktober 1973 verliehen: „In Rot ein goldener (gelber) Schrägbalken.“ Flagge: Gelb-Rot. |
| Staufen im Breisgau         |        | Älteste Überlieferung des Wappens auf Decke des Rathaussaales und Rathausbrunnen aus dem Ende des 16. Jahrhunderts sowie auf Glocken der Pfarrkirche aus dem Jahre 1686; Wappen in Siegeln seit Ende des 17. Jahrhunderts: „In Rot drei (2:1) golden (gelb) gedeckte goldene (gelbe) Kelche, begleitet oben von drei, unten von zwei goldenen (gelben) Sternen.“ Flagge: Rot-Gelb-Rot. |
| Sulzburg                    |        | Wappenbild in Siegeln seit 1283, Wappen in heutiger Zeichnung und Tingierung im Jahre 1972 festgelegt: „In Blau auf silbernem (weißem) Gebirge mit schwarzem Stollenmundloch sitzend ein silbern (weiß) gekleideter Engel mit erhobener Rechter und schwarzem Kreuz über dem Kopf, rechts davor ein nach links schreitender, silbern (weiß) gekleideter Bergmann mit brennender silberner (weißer) Fackel in der Linken, mit der Rechten eine silberne (weiße) Keilhaue schulternd, über ihm ein goldener (gelber) Stern.“ Flagge: Blau-Weiß. |
| Titisee-Neustadt            |        | Wappen und Flagge vom Innenministerium am 8. November 1971 verliehen: „In Silber (Weiß) auf blauem Boden, worin ein silberner (weißer) Wellenbalken, eine grüne Tanne, auf deren Zweigen links ein zur Schildmitte blickendes rotes Eichhörnchen sitzt.“ Flagge: Rot-Weiß. |
| Vogtsburg im Kaiserstuhl    |        | Wappen und Flagge vom Landratsamt am 23. August 1978 verliehen: „In Rot über einem silbernen (weißen) Dreiberg ein silberner (weißer) Balken mit sieben Zinnen, darüber ein goldener (gelber) Rebzweig mit goldenem (gelbem) Blatt und goldener (gelber) Traube.“ Flagge: Weiß-Rot. |

## Flaggen der Gemeinden im Landkreis Breisgau-Hochschwarzwald
| Gemeinde                    | Flagge | Kommentare |
| Au                          |        | Wappen im Jahre 1899 angenommen, zusammen mit Flagge vom Innenministerium am 29. März 1965 verliehen: „In gespaltenem Schild vorn von Gold (Gelb) und Grün geteilt, hinten von Schwarz und Silber (Weiß) einundzwanzigfach geschacht.“ Flagge: Grün-Gelb. |
| Auggen                      |        | Wappenfiguren in Siegeln seit dem 19. Jahrhundert, heutige Form des Wappens seit dem 17. November 1920; Flagge vom Landratsamt Breisgau-Hochschwarzwald am 9. Mai 1986 verliehen: „In gespaltenem Schild vorn in Gold (Gelb) an einem schwarzen Rebast mit zwei grünen Blättern eine grüne Weintraube, hinten in Rot eine gestürzte goldene (gelbe) Pflugschar unter zwei einander zugekehrten silbernen (weißen) Rebmessern mit schwarzen Griffen.“ Flagge: Gelb-Rot. |
| Badenweiler                 |        | Wappen im Jahre 1899 angenommen, Flagge vom Landratsamt Breisgau-Hochschwarzwald am 19. Dezember 1985 verliehen: „In Rot ein mit drei schwarzen Sparren belegter goldener (gelber) Pfahl.“ Flagge: Gelb-Rot. |
| Ballrechten-Dottingen       |        | Wappen und Flagge vom Innenministerium am 27. November 1972 verliehen: „In geteiltem Schild oben in Silber (Weiß) eine blaue Weintraube an schwarzem Rebzweig mit grünen Ranken, unten in Rot ein golden (gelb) gedeckter goldener (gelber) Kelch.“ Flagge: Gelb-Rot. |
| Bollschweil                 |        | Gebäude mit zwei spitzbedachten, mit Kreuz besteckten Türmen in Siegel aus dem Ende des 18. Jahrhunderts; heutige Tingierung und Zeichnung des Wappens seit 1900: „In Silber (Weiß) eine rote Burg mit zwei spitzbedachten, mit einem Kreuz besteckten Türmen.“ Flagge: Rot-Weiß. |
| Breitnau                    |        | Kirche in Siegeln aus dem Ende des 19. Jahrhunderts, Siegelbild in Wappenschild im Jahre 1903, heutiges Wappen seit 1929. Flagge vom Landratsamt Breisgau-Hochschwarzwald am 19. August 1986 verliehen: „In Blau auf grünem Dreiberg eine silberne (weiße) Kirche, daneben vorn eine silberne (weiße) Tanne, aus dem linken Obereck eine goldene (gelbe) Sonne mit goldenen (gelben) Strahlen hervorbrechend.“ Flagge: Gelb-Blau.                                      |
| Buchenbach                  |        | Baummotiv in Siegeln aus dem 19. Jahrhundert; Dreiberg, Buche und Wellenbalken im 1929 angenommenen Wappen der damaligen Gemeinde Buchenbach. Wappen und Flagge vom Landratsamt Breisgau-Hochschwarzwald am 6. September 1978 verliehen: „Über grünem Dreiberg gespalten; vorn in Silber (Weiß) eine grüne Buche auf dem vorderen Hügel des Dreibergs, hinten in Rot ein silberner (weißer) Wellenbalken.“ Flagge: Grün-Weiß.                                          |
| Buggingen                   |        | Wappen und Flagge vom Innenministerium am 11. November 1975 verliehen: „In Rot ein mit drei schwarzen Sparren belegter goldener (gelber) Schräglinksbalken, begleitet oben von einem goldenen (gelben) Reichsapfel mit roten Beschlägen und goldenem (gelbem) Kreuz, unten von einem goldenen (gelben) Hufeisen.“ Flagge: Gelb-Rot. |
| Bötzingen                   |        | Wappenbild in Gerichtssiegel des altbadischen Teils von 1589, Tingierung im Jahre 1907 festgelegt. Flagge vom Innenministerium am 29. Juni 1964 verliehen: „In gespaltenem Schild vorn in Gold (Gelb) ein roter Schrägbalken, hinten in Blau ein aufgerichteter silberner (weißer) Bär.“ Flagge: Weiß-Blau. |
| Ebringen                    |        | Wappen im Jahre 1908 angenommen. Wappen in heutiger Tingierung und Flagge vom Innenministerium am 7. Juli 1966 verliehen: „In Gold (Gelb) über grünem Dreiberg ein blaues Rebmesser mit rotem Griff, beseitet von zwei abgekehrten schwarzen Hifthörnern.“ Flagge: Blau-Gelb. |
| Ehrenkirchen                |        | Wappen vom Landratsamt Breisgau-Hochschwarzwald am 21. März 1977 verliehen: „In gespaltenem Schild vorn in Rot über goldenem (gelbem) Dreiberg eine goldene (gelbe) Traube mit goldenem (gelbem) Blatt, hinten in Gold (Gelb) ein aufgerichteter blauer Hirsch.“ Flagge: Gelb-Rot. |
| Eichstetten am Kaiserstuhl  |        | Schrägbalken und Eichel mit Stiel in Gerichtssiegeln von 1424, Eichenzweig in Siegeln seit dem 18. Jahrhundert. Wappen mit Tingierung im Jahre 1906 festgelegt. Flagge vom Landratsamt Breisgau-Hochschwarzwald am 30. August 1983 verliehen: „In gespaltenem Schild vorn in Gold (Gelb) ein roter Schrägbalken, hinten in Silber (Weiß) ein aufgerichteter grüner Eichenzweig mit einer Eichel und vier Blättern.“ Flagge: Grün-Weiß.                                 |
| Eisenbach (Hochschwarzwald) |        | Wappen vom Gemeinderat am 18. November 1976 angenommen, zusammen mit Flagge vom Landratsamt Breisgau-Hochschwarzwald am 12. Juli 1977 verliehen: „In Gold (Gelb) mit einem von Silber (Weiß) und Blau im Wolkenschnitt geteilten Bord ein roter Löwenrumpf.“ Flagge: Rot-Gelb. |
| Eschbach                    |        | Wappen im Jahre 1900 angenommen: „In Rot ein silbernes (weißes) Johanniterkreuz, belegt mit einem silbernen (weißen) Herzschild, worin drei (2:1) rote Schildchen.“ Flagge: Rot-Weiß. |
| Feldberg (Schwarzwald)      |        | Wappen und Flagge vom Innenministerium am 2. August 1974 verliehen: „Unter rotem Schildhaupt, worin zwei gekreuzte silberne (weiße) Schneeschuhe, gespalten von Blau und Silber (Weiß); vorn drei keilförmig nach rechts gestellte silberne (weiße) Scheiben, hinten eine grüne Tanne.“ Flagge: Grün-Weiß. |
| Friedenweiler               |        | Wappen vom Landratsamt Breisgau-Hochschwarzwald am 12. Mai 1981 verliehen: „In Silber (Weiß) mit einem von Silber (Weiß) und Blau in Wolkenschnitt geteiltem Bord eine rote Kirche mit linksstehendem Zwiebelturm und silbernen (weißen) Fenstern, im rechten Obereck eine blaue Pflugschar.“ Flagge: Blau-Weiß. |
| Glottertal                  |        | Wappen und Flagge vom Innenministerium am 3. Juli 1972 verliehen: „Über schwarzem Sechsberg gespalten; vorn in Silber (Weiß) eine grüne Föhre, hinten in Blau ein silbernes (weißes) Hackbeil.“ Flagge: Weiß-Blau. |
| Gottenheim                  |        | Löwe mit Keule in Siegeln aus dem 19. Jahrhundert; Wappen im Jahre 1900 angenommen. Flagge vom Landratsamt Breisgau-Hochschwarzwald am 11. August 1986 verliehen: „In Silber (Weiß) auf grünem Boden ein roter Löwe, in den Vorderpranken eine auf dem Boden stehende schwarze Keule haltend.“ Flagge: Rot-Weiß. |
| Gundelfingen                |        | Nadelbaum in ältesten Siegeln seit 1543, gespaltener Schild mit Schrägbalken und Tanne in Siegel von 1574, Tanne seit 1661 mit einer Einfriedung umgeben. Wappen mit silbernem hinterem Feld und Tanne in natürlichen Farben seit 1899; heutige Tingierung im Jahre 1961 festgelegt: „In gespaltenem Schild vorn in Gold (Gelb) ein roter Schrägbalken, hinten in Grün in einer silbernen (weißen) Einfriedung eine silberne (weiße) Tanne.“ Flagge: Grün-Weiß.        |
| Hartheim                    |        | Aufrechter Schlüssel im ältesten Siegel von 1811, gekreuzte Schlüssel in Siegeln und auf Grenzsteinen des 19. Jahrhunderts. Wappen im Jahre 1900 festgelegt: „In Blau zwei schräggekreuzte goldene (gelbe) Schlüssel mit dem Bart nach oben und nach außen gekehrt.“ Flagge: Gelb-Blau, Blau-Gelb. |
| Heuweiler                   |        | Gabel und Rechen hinter Denkmal in Siegeln aus dem 19. Jahrhundert; Wappen im Jahre 1904 angenommen: „In Silber (Weiß) schräggekreuzt eine Heugabel mit drei schwarzen Zinken und rotem Stiel und ein roter Rechen.“ Flagge: Rot-Weiß. |
| Hinterzarten                |        | Tanne in Siegeln aus dem 19. Jahrhundert. Wappen im Jahre 1909 angenommen. Flagge vom Landratsamt Breisgau-Hochschwarzwald am 15. Dezember 1994 verliehen: „In Silber (Weiß) auf grünem Dreiberg eine grüne Tanne; der Dreiberg belegt mit einem rotbordierten schwarzen Schild, darin fünf (2:1:2) silberne (weiße) Kugeln.“ Flagge: Grün-Weiß. |
| Horben                      |        | Pflug in Siegeln seit 1818, heutiges Wappen in Tingierung und Zeichnung festgelegt: „In Rot ein schrägliegender silberner (weißer) Pflug.“ |
| Ihringen                    |        | Traube und Rebmesser in Schultheißensiegeln aus dem frühen 15. Jahrhundert, Wappenbild im ältesten Gerichtssiegel von 1480. Wappen und Flagge vom Innenministerium am 12. Juli 1965 verliehen: „In gespaltenem Schild vorn in Gold (Gelb) ein roter Schrägbalken, hinten in Rot über einem silbernen (weißen) Rebmesser eine gestürzte goldene (gelbe) Weintraube am Stiel.“ Flagge: Gelb-Rot, Rot-Gelb.                                                               |
| Kirchzarten                 |        | Wappen vom Innenministerium am 25. September 1956, Flagge am 7. Juni 1957 verliehen: „In gespaltenem Schild vorn in Gold (Gelb) ein aufgerichteter, rotbewehrter und rotbezungter schwarzer Bär, mit der linken Pranke ein silbernes (weißes) Patriarchenhochkreuz schulternd, hinten in Silber (Weiß) ein halbes durchgehendes rotes Kreuz am Spalt.“ Flagge: Schwarz-Gelb.                                                                                           |
| Lenzkirch                   |        | Flagge: Rot-Weiß. |
| March                       |        | Wappen und Flagge vom Innenministerium am 21. April 1975 verliehen: „In gespaltenem Schild vorn in Silber (Weiß) ein durchgehendes, geschliffenes rotes Fußspitzkreuz, hinten in Rot ein aufgerichteter silberner (weißer) Bär.“ Flagge: Rot-Weiß. |
| Merdingen                   |        | Rose im ältesten Siegel, im Jahre 1811 überliefert. Wappen in Tingierung und Zeichnung im Jahre 1902 festgelegt: „In Gold (Gelb) eine gefüllte blaubesamte rote Rose mit grünen Kelchblättern.“ Flagge: Rot-Gelb. |
| Merzhausen                  |        | Wappen und Flagge vom Innenministerium am 16. Januar 1964 verliehen: „In Silber (Weiß) ein aufgerichteter, rot bewehrter und rot bezungter schwarzer Bär, in den Vorderpranken einen von Gold (Gelb) über Grün geteilten Wappenschild haltend.“ Flagge: Grün-Gelb. |
| Münstertal/Schwarzwald      |        | Wappen und Flagge vom Innenministerium am 3. Juli 1972 verliehen: „In Silber (Weiß) ein erniedrigter roter Wappenschild mit silbernem (weißem) Balken, darüber schwebend eine rote Mitra mit roten Zierbändern, begleitet von zwei schräggekreuzten schwarzen Schlägeln und Eisen.“ Flagge: Rot-Weiß. |
| Oberried                    |        | Wappen im Jahre 1899 angenommen: „In Rot ein aufgerichtetes silbernes (weißes) Einhorn.“ Flagge: Rot-Weiß. |
| Pfaffenweiler               |        | Kelche ohne Deckel in Siegeln des 19. und 20. Jahrhunderts. Wappen mit Tingierung im Jahre 1900 festgelegt; Kelche mit Deckeln seit 1960: „In Rot drei goldene (gelbe) Kelche (1:2), bedeckt mit je einem goldenen (gelben) Deckel.“ Flagge: Gelb-Rot. |
| Schallstadt                 |        | Wappen vom Landratsamt Breisgau-Hochschwarzwald am 7. April 1992 verliehen: „In halbgespaltenem und geteiltem Schild oben rechts in Blau ein silbernes (weißes) Hufeisen, oben links in Gold (Gelb) eine blaue Weintraube an grünem Stiel mit grünem Blatt, unten in Silber (Weiß) auf grünem Dreiberg ein schreitender schwarzer Wolf.“ Flagge: Weiß-Blau. |
| Schluchsee                  |        | Wappen im Jahre 1897 angenommen. Flagge vom Innenministerium am 9. September 1975 verliehen: „In Blau ein abgerissener silberner (weißer) Hirschkopf im Visier, zwischen den Stangen schwebend der silberne (weiße) lateinische Großbuchstabe S.“ Flagge: Weiß-Blau. |
| St. Märgen                  |        | Doppeltürmige Kirche in Siegeln seit der ersten Hälfte des 19. Jahrhunderts; Wappenfarben im Jahre 1927 festgelegt. Wappen und Flagge vom Landratsamt Breisgau-Hochschwarzwald am 19. Mai 1978 verliehen: „In Silber (Weiß) eine doppeltürmige rote Kirche.“ Flagge: Rot-Weiß. |
| St. Peter                   |        | Tanne und Schlüssel in Siegeln aus dem 19. Jahrhundert; Wappen im Jahre 1960 angenommen. Flagge vom Innenministerium am 29. September 1970 verliehen: „In Blau auf grünem Dreiberg eine silberne (weiße) Tanne, der Stamm beheftet mit zwei schräggekreuzten goldenen (gelben) Schlüsseln.“ Flagge: Weiß-Blau. |
| Stegen                      |        | Wappen und Flagge vom Landratsamt Breisgau-Hochschwarzwald am 31. Januar 1977 verliehen: „In Gold (Gelb) eine bewurzelte Esche mit schwarzem Stamm und grüner Krone, worin drei goldene (gelbe) Aste in Form von Eschenblättern, vor dem Stamm ein durchgehender roter Bohlweg (Steg).“ Flagge: Grün-Gelb. |
| Sölden                      |        | Drei Ähren auf Boden im ältesten Siegel von 1811; Wappen im Jahre 1899 angenommen: „In Blau auf grünem Dreiberg drei goldene (gelbe) Ähren.“ Flagge: Gelb-Blau. |
| Umkirch                     |        | Madonna im ältesten Siegel von 1831; Wappen mit Tingierung im Jahre 1898 festgelegt. Flagge vom Landratsamt am 10. April 1984 verliehen: „In Blau auf einer liegenden goldenen (gelben) Mondsichel stehend die silbern (weiß) gekleidete Madonna mit goldener (gelber) Krone, in der Rechten ein goldenes (gelbes) Zepter, in der Linken das Jesuskind haltend.“ Flagge: Gelb-Blau, Blau-Gelb.                                                                         |
| Wittnau                     |        | Wappen und Flagge vom Innenministerium am 3. September 1963 verliehen: „In gespaltenem Schild vorn in Blau auf grünem Berg eine goldene (gelbe) Kirche, hinten in Gold (Gelb) ein aufgerichteter, rot bewehrter und rot bezungter schwarzer Bär.“ Flagge: Gelb-Blau. |